# Surfing

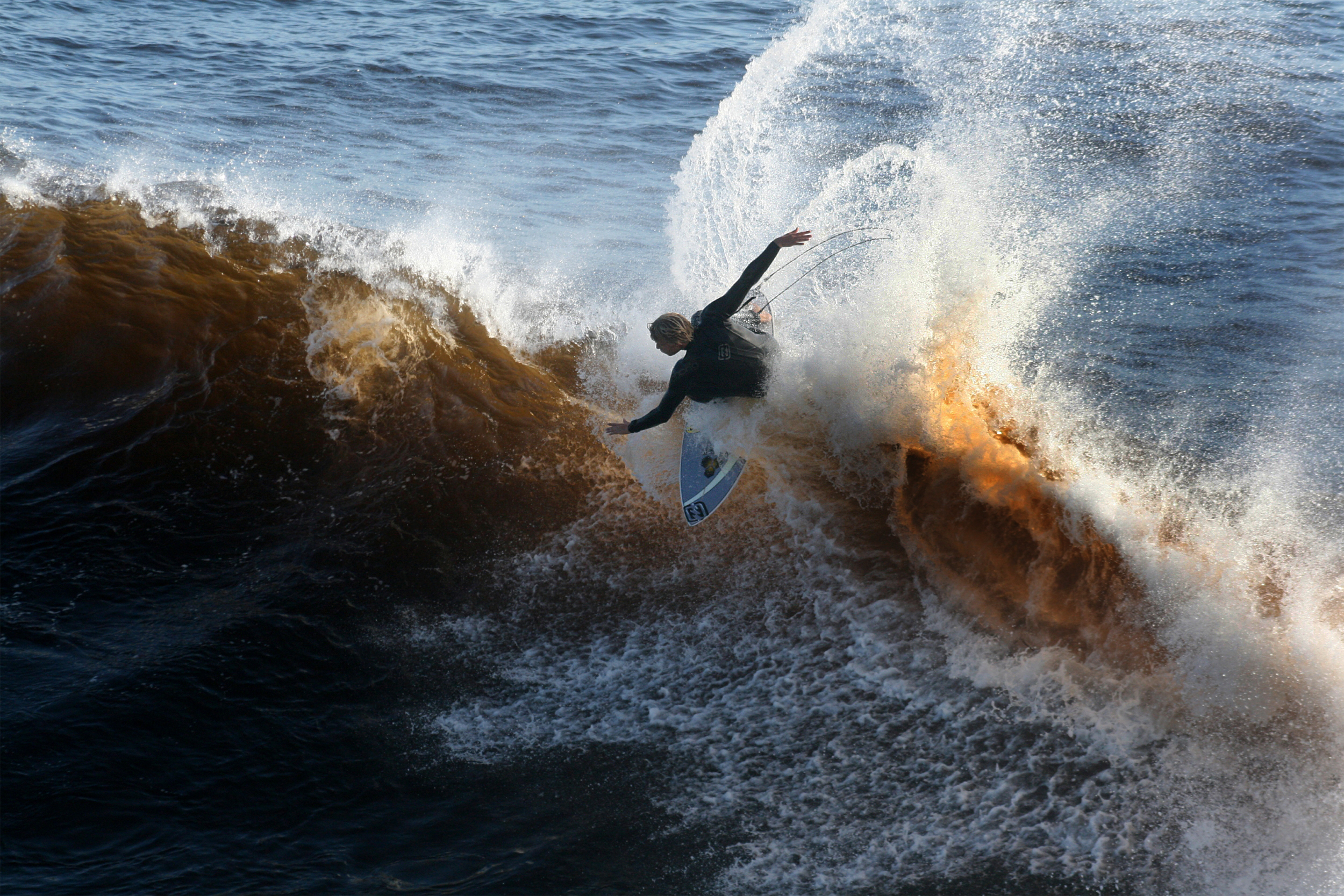
Surfař v Santa Cruz, v Kalifornii

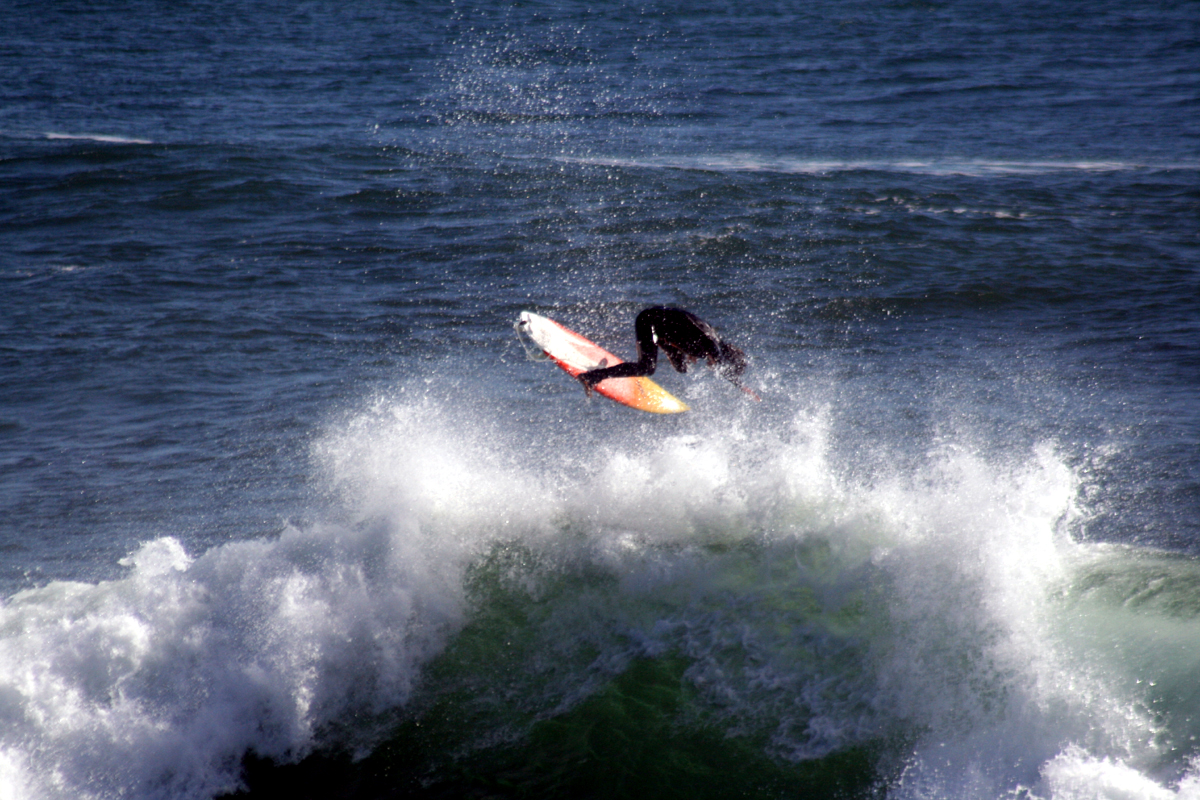
Surfař v Santa Cruz, v Kalifornii

Surfing je vodní olympijský sport, při kterém je surfař na surfu unášen na nezlomené mořské vlně. Nejčastěji jsou používány surfy pro jízdu vestoje, nicméně někteří jezdí na kneeboardech (jízda na kolenou), na bodyboardech, v kajacích, na vodních lyžích nebo na vlastních tělech. Olympijská premiéra surfingu proběhla na Letních olympijských hrách 2020.
Podobné sporty, jako jsou paddleboarding a mořský kayaking, nepotřebují vlny. Další sporty s podobným základem, jako jsou kitesurfing a windsurfing, potřebují místo vln sílu větru. Z principů surfingu vychází také motosurfing neboli jetsurf.
Surfing se podle typy surfu a stylu jízdy na surfu dělí na dvě hlavní odvětví, na longboarding a shortboarding. Někdy bývá – kvůli rychlosti nájezdu na vlnu – používán i rozjezd pomocí lana a motorového člunu.
Mezi nejvyhledávanější a zároveň nejlepší destinace k surfování patří například Srí Lanka, Bali, Francie, Portugalsko, Kanárské ostrovy, Dominikánská republika nebo Austrálie. 

## Původ
První zmínka v evropských pramenech o surfování na Havaji pochází od poručíka Jamese Kinga,
který kompletoval deníky po smrti kapitána Jamese Cooka v roce 1779. Tehdy byl surfing na Havaji součástí kultury . Surfaři pocházející z Havaje jezdili na vlnách vleže, vsedě nebo vestoje na dlouhých prknech z tvrdého dřeva. Surfing je sport, který patří k Havaji více než kterýkoliv jiný "západní" sport. Surfing proniká havajskou společností, havajským náboženstvím a polynéskou mytologií.

## Závody
- Mezinárodní surfingová asociace je členem Mezinárodní asociace světových her.
- Leilani McGonagle (CRC) – sportovec měsíce června 2015, byla nominována na sportovce roku 2015, za stříbrnou medaili na World Surfing Games 2015 v Nikaragui.[5]

## Surfing ve filmu
Surfování se objevilo v mnoha filmech, z nichž v paměti utkví například Bod zlomu (1991) a jeho stejnojmenný remake z roku 2015.